# Ra'y (islam)
Pour les articles homonymes, voir Rai.
Le terme ra’y (arabe : رَأْي [ra'ī], opinion) désigne en droit (fiqh) musulman, l'opinion personnelle du juge. Le juge choisit soit la solution qui lui semble la meilleure lorsqu'aucune indication n'a été fournie par les quatre premières sources (Coran, sunna, idjma, qiyas) (اِستِحسان [istihsan] approbation), soit celle qui répond au principe d'utilité générale (اِستِصلَح [istislah] venant de صَلَحَ [salaha] convenir; être approprié). Seules les écoles hanafite et mutazilite admettent le principe du ra'y comme principe de droit.

## Remarque
Le mot ra’y, (رَأْي) transcrit  raï en français, est devenu le nom d'un courant musical et littéraire en Algérie, revendiquant plus de liberté d'opinion.